# Anthocleista nobilis
Anthocleista nobilis är en gentianaväxtart som beskrevs av George Don jr. Anthocleista nobilis ingår i släktet Anthocleista och familjen gentianaväxter. Inga underarter finns listade i Catalogue of Life.